# Samizdat

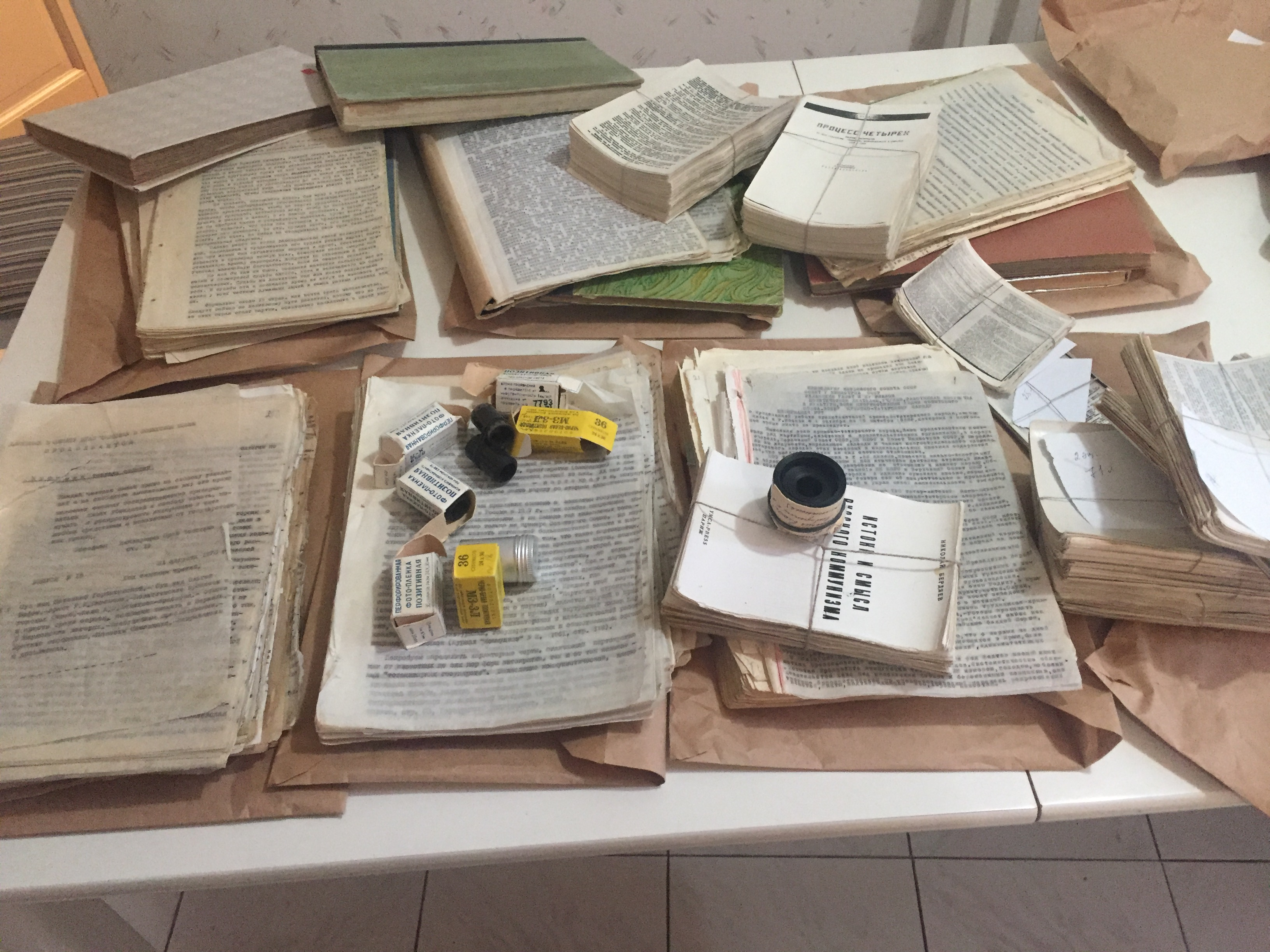
Ruský samizdat a fotonegativy zakázané literatury

Samizdat (samo-vydáváno, rusky самиздат – samoizdatelstvo, nezkráceně „самостоятельное издательство“) je způsob, jakým občanští aktivisté obcházejí cenzuru v represivních režimech. Jde o vydávání knih, časopisů a novin mimo oficiální nakladatelství, svépomocí, často primitivní technikou. Samizdaty jsou rozšiřovány v malých nákladech, opisovány, původně v ruce, později na psacím stroji a na počítači a množeny dle techniky dané doby (průklepy, cyklostyl, kopírky). Případně může samizdat obecně označovat jakékoliv dílo, které bylo vydáno bez profesionální podpory na vlastní náklady (DIY).
Termín samizdat začal používat na začátku 50. let 20. století ruský spisovatel Nikolaj Glazkov, který do kopií svých cenzurou zakázaných básní vpisoval „Samsebjaizdat“ (parodie na sovětské názvy oficiálních vydavatelství, zde vlastně znamená „samovydavatelství“).
Disidentský samizdat byl přítomen zejména v zemích východního bloku v době studené války, kde byl potlačován ze strany státní moci. Hojně využíván však byl či dosud je i v jiných částech světa. I když samotné neoficiální vydávání nemuselo být zakázané, perzekuce se často děla policejní šikanou nebo prostřednictvím zástupných paragrafů (v ČSSR podvracení republiky, pobuřování, hanobení republiky aj.).
V roce 2016 vyhlásili čeští a slovenští vydavatelé/historici samizdatu Mezinárodní den samizdatu připadající na 12. říjen.

## Vznik a myšlenka samizdatu
Myšlenkou samizdatu bylo vydávat alespoň malé množství výtisků, obvykle psaných přes průklepový papír na psacím stroji, případně použitím jakýchkoli rozmnožovacích prostředků, které byly k dispozici. Každý čtenář byl povzbuzován, aby tiskovinu opsal, nebo jakýmkoli způsobem rozmnožil a poskytl dále.
Jedním z projevů cenzury totiž bylo odepření přístupu k rozmnožovací technice. Například v Československu (do poloviny šedesátých let) nebo v Rumunsku (až do pádu komunistického režimu) podléhalo povolení i pouhé vlastnictví psacího stroje. Ve všech komunistických zemích byl přísně kontrolován přístup k cyklostylům, kopírkám i další podobné technice. V pozdních letech začaly být k tisku používány i kopírovací stroje. Přesto i na sklonku existence ČSSR bylo nutné se při kopírování libovolného tisku na tzv. xeroxech legitimovat občanským průkazem a sdělovat (zapisovalo se), co bude kopírováno.
Od 70. let samizdatová komunita občas využívala šíření magnetofonových pásek a kazet (méně častý ruský výraz „magnit-izdat“ „магнитиздат“), protože magnetofony už v té době představovaly reprodukční zařízení se schopností kopírování, jehož vlastnění bylo režimem tolerováno. Tuto metodu v jiném kontextu hojně využíval ajatolláh Chomejní při přípravě islámské revoluce v Íránu, kde přínosem byla možnost oslovit i negramotné obyvatelstvo.
Vladimir Bukovskij myšlenku samizdatu shrnul takto:
„Samizdat: Napíšu ho sám, zrediguji si ho sám, zcenzuruji si ho sám, vydám ho sám, distribuuji ho sám a sám si za něj taky půjdu sednout do basy.“

## Český samizdat
První samizdatová vydání byla vydávána již za první či za druhé světové války (V boj, Rudé právo).
Česká samizdatová produkce z období normalizace čerpala především z disidentů a okruhu jejich sympatizantů. Její vznik a prudký rozvoj byl podmíněn vědomím autorů, že období perzekuce nebude krátké, a je tedy třeba snažit se o zachování literární kontinuity. Kvůli úsilí normalizátorů se po roce 1970 dostala prakticky veškerá kvalitní literatura za hranice oficiality a většina autorů odešla do tzv. vnitřní emigrace (Ludvík Vaculík, Ivan Klíma, Egon Bondy, Jiří Gruša a další). Mnohým byla zapovězena publikační činnost po celých dvacet let, někteří byli později „připuštěni“ – například Bohumil Hrabal po rozhovoru v normalizačním kulturně-politickém týdeníku Tvorba, uveřejněném dne 8 ledna 1975. Přesto byla jeho díla dále cenzurována a některá z nich vycházela i v samizdatu. Kromě tvorby československých autorů v samizdatu vycházely i překlady např. díla Alexandra Solženicyna, George Orwella a jiné. 
První edice začaly vznikat už na samém počátku 70. let 20. století. Mezi nejvýznamnější patřila Petlice Ludvíka Vaculíka, vynikající edičním programem i vzornou redakční úpravou. Svá díla zde zveřejňovali víceméně všichni členové disentu, vycházela poezie, práce prozaické, dramatické i filozofické. Důležitá byla i edice Expedice manželů Havlových, Česká expedice nebo Pražská imaginace. Celkový počet edicí lze odhadovat na desítky. Od osmdesátých let se k samizdatové literatuře přidaly literární časopisy, věnující prostor spřízněným autorům i odborné kritice. Mezi nejdůležitější patřil Kritický sborník, Obsah, Host, Akord, Vokno a ke konci osmdesátých let Revolver Revue. Kromě literární tvorby se metodou samizdatu vydávaly i odborné publikace z oborů, které byly režimu nepřijatelné, a to zejména náboženství (např. teologické texty), v menší míře např. ekologie a ekonomie.
Vydavatelé samizdatu byli prakticky po celé republice. Například v Gottwaldově a okolí byla aktivní skupina okolo Stanislava Devátého a jeho přátel podobného názorového přesvědčení, kteří spolu vydávali a rozmnožovali politické i náboženské letáky, časopisy a knihy, jejichž obsahem byly jak vlastní autorské texty, tak i převzatá literatura.
Vydavatelé samizdatu často spolupracovali s exilovými vydavateli tak, že po prvním samizdatovém vydání bylo dílo vydáno a vytisknuto profesionálně v zahraničí a za železnou oponu pašováno. Pro tuto formu se používal méně častý výraz „tam-izdat“ (тамиздат).